# Divertics
Divertics foi um programa humorístico brasileiro produzido pela TV Globo que estreou em 8 de dezembro de 2013, substituindo o Esquenta! durante as férias. Foi dirigido por Jorge Fernando e Ana Paula Guimarães, com direção geral de Jorge Fernando e redação de Cláudio Torres Gonzaga. O programa possuía várias esquetes de humor com fatos do cotidiano. O cenário do programa continha diversos contêineres coloridos.
O programa foi encerrado em 30 de março de 2014 devido à baixa audiência, além de ser classificado pelo público nas redes sociais como "sem graça" e "de mau gosto".

## Elenco
| Ator/Atriz              |
| ----------------------- |
| Maria Clara Gueiros     |
| Leandro Hassum          |
| Roberta Rodrigues       |
| Luiz Fernando Guimarães |
| Marianna Armellini      |
| Rafael Infante          |
| Ellen Roche             |
| David Lucas             |
| Nando Cunha             |
| Hilda Rebello           |

### Participações especiais
| Ator/Atriz     |
| -------------- |
| Regina Casé    |
| Renato Aragão  |
| Livian Aragão  |
| Rogéria        |
| Claudia Leitte |

## Audiência
O programa estreou com 11 pontos na Grande São Paulo e 13 pontos no Rio de Janeiro. Já o segundo programa teve 12 pontos no Rio e 8 em São Paulo.

## Prêmios e indicações
| Ano  | Prêmio          | Categoria                   | Indicação      | Resultado | Ref         |
| ---- | --------------- | --------------------------- | -------------- | --------- | ----------- |
| 2013 | Melhores do Ano | Humor                       | Leandro Hassum | Venceu    | [ 4 ] [ 5 ] |
| 2014 | Troféu Internet | Melhor Programa Humorístico | Divertics      | Indicado  | [ 6 ] [ 7 ] |